# Buteo lagopus

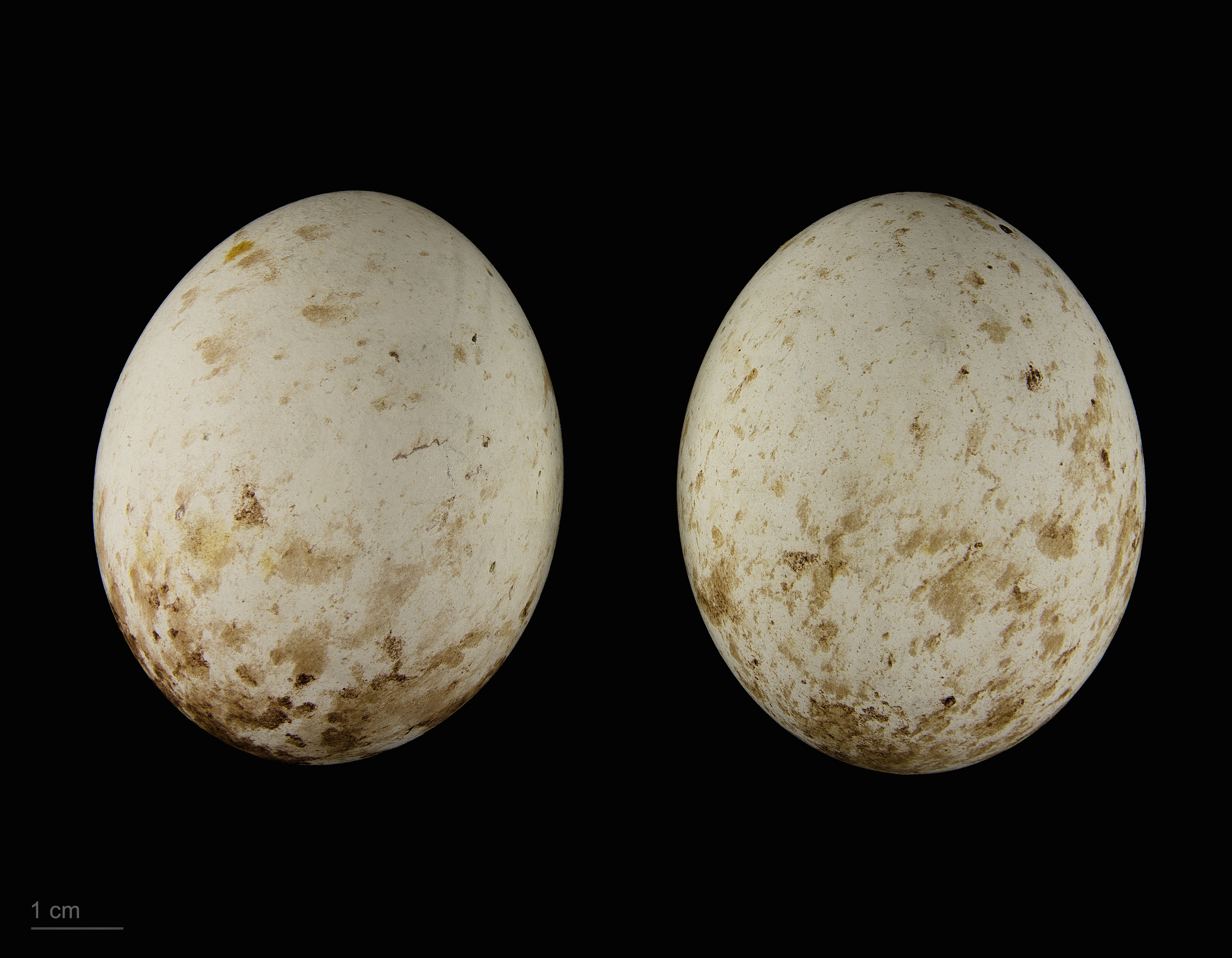
Buteo lagopus

La poiana calzata (Buteo lagopus) è un rapace di medie dimensioni. Essendo molto simile alla poiana comune è di difficile riconoscimento.

## Morfologia
È tipicamente lungo 50–60 cm con un'apertura alare di 130 cm. Generalmente nella poiana calzata tutti i colori sono più contrastanti che nella poiana. Di aspetto più grande e massiccio rispetto alla poiana presenta il petto chiaro ma con una grande macchia scura verso le zampe questo assieme alla caratteristica di avere più penne attorno alle zampe spiega anche il nome.

## Caccia
La poiana calzata si sistema in punti strategici da cui può avvistare lemming, arvicole e altri piccoli mammiferi.

## Dati e notizie
è uno dei pochi rapaci che si riproducono nell'Artico. Dopo aver allevato i suoi piccoli nelle zone della tundra artica al di sopra del limite degli alberi; migra verso i quartieri invernali: paludi e campi coltivati di Nord-America, Europa e Asia.

## Distribuzione

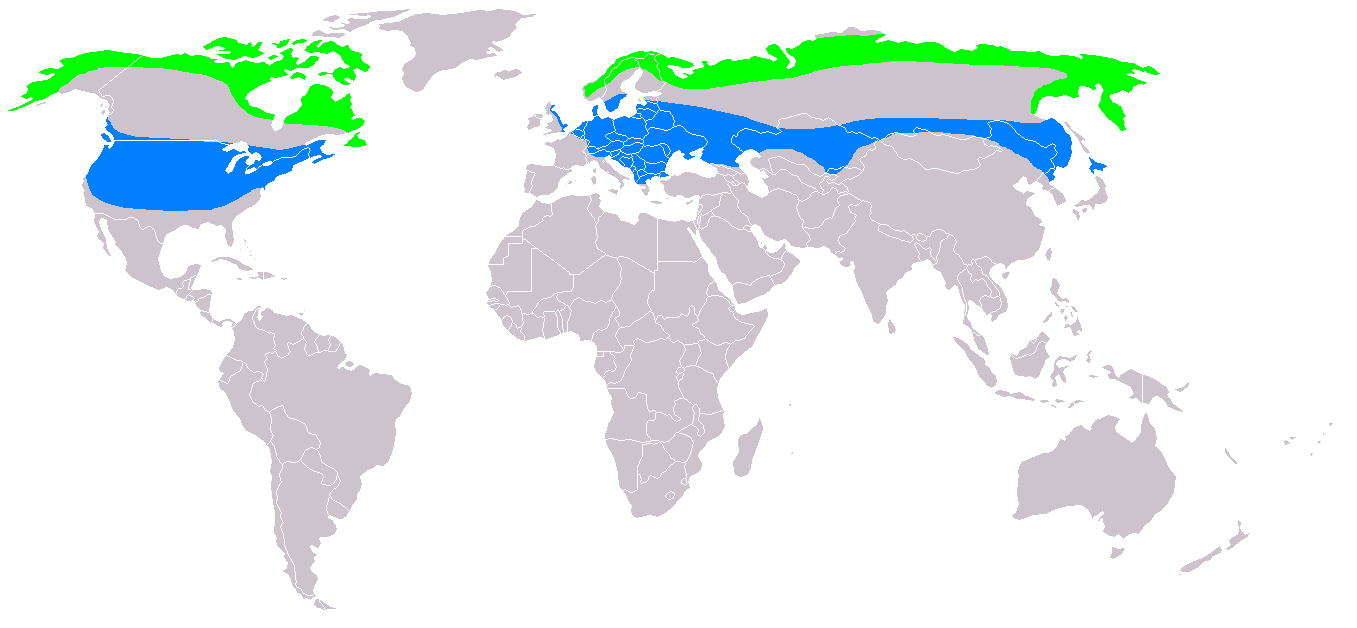
Distribuzione della poiana calzata:
verde - area di riproduzione
blu - migrazione invernale

Vive nella maggior parte dei paesaggi nordici dell'Europa, nel Nord America, in Asia. Tipica degli aspetti della tundra, predilige gli spazi aperti anche durante i periodi svernanti. È infatti un uccello migratore che sverna in Europa centrale, negli Stati Uniti e nell'Asia centrale, di carattere erratico è possibile vederlo anche accidentalmente in Italia.

## Riproduzione
La poiana costituisce un solo nido sugli alberi e su rocce isolate. La femmina depone solitamente 2 o 3 (più raramente 1 o 4) uova nel nido tra marzo e maggio. Le uova sono caratterizzate da essere bianche con macchiettature grigie o brune. La cuva dura solitamente 34 giorni e si alternano sia i maschi che le femmine. I piccoli restano nel nido per i successivi 40-50 giorni.